# فیزیکال ریویو لترز
فیزیکال رویو لترز(به انگلیسی: Physical Review Letters) یکی از معتبرترین مجلات علمی جهان است که انجمن فیزیک آمریکا صاحب امتیاز آن است. این مجله از سال ۱۹۵۸ آغاز به کار کرده و همه ساله در 52 شماره منتشر می‌شود. بسیاری از محققان یافته‌های علمی جدید خود را در این مجله به چاپ می‌رسانند.